# Christine Turner
Christine Faith Turner (* in San Francisco) ist eine preisgekrönte Produzentin und Regisseurin von Dokumentarfilmen. Unter anderem wurde sie 2024 für den Oscar für den besten Dokumentar-Kurzfilm nominiert.

## Leben
Turner wurde in San Francisco im Stadtteil Bernal Heights als Tochter eines afroamerikanischen Vaters und einer sino-amerikanischen Mutter geboren und wuchs dort auf. Sie konnte während ihrer Zeit in der Middle School eine Filmklasse besuchen. 2000 schloss sie die Schulzeit an der Lowell High School ab.
Sie studierte dann an der New York University.
Im Alter von 27 Jahren heiratete sie im Oktober 2010. Das Paar lebt mit ihrer Tochter in Brooklyn.

## Werk
Ihr erster eigener Dokumentarfilm war Homegoings (2013) über eine schwarze Beerdigung. Der Film wurde 2013 beim American Black Film Festival mit dem Großen Preis der Jury ausgezeichnet.
Nach der Tötung von George Floyd begann sie an Lynching Postcards: ’Token of A Great Day’ zu arbeiten. Der Film entstand unter den Einschränkungen der COVID-19-Pandemie in den Vereinigten Staaten. 2022 wurde dieser Dokumentarfilm mit dem NAACP Image Awards 2022 ausgezeichnet und für den Peabody Award nominiert. Er war auch in die Shortlist für den Oscar für Dokumentar-Kurzfilme aufgenommen worden. In dem Film beschreibt sie, wie die Produktion von Postkarten von Lynchmorden erst zu einer Industrie wurden und dann vom NAACP im Kampf gegen das Lynchen instrumentalisiert wurden.
2023 veröffentlichte sie ihre Dokumentation J’Nai Bridges Unamplified über die Mezzosopranistin J’Nai Bridges und ihr Engagement gegen soziale Ungerechtigkeit und mit John Hoffman The Barber of Little Rock, der für den Critics’ Choice Documentary Award und den Oscar nominiert wurde.